# India meridionale
L'India meridionale è quell'area geografica che comprende gli Stati indiani di Andhra Pradesh, Telangana, Karnataka, Kerala e Tamil Nadu, così come i territori dell'unione di Lakshadweep e Pondicherry, occupando assieme il 19,31% della superficie della Repubblica Indiana.

## Descrizione
L'India meridionale occupa la parte peninsulare del Paese nella regione dell'altopiano del Deccan ed è bagnata dal Mar Arabico ad ovest, dall'Oceano Indiano a sud e dal golfo del Bengala ad est. La geografia della regione è diversificata, e comprende due catene montuose, i Ghati occidentali ed i Ghati orientali, che abbracciano l'altopiano centrale. Godavari, Krishna, Tungabhadra e Kaveri sono i più importanti corsi d'acqua che solcano questa vasta regione. 
Gli abitanti vengono indicati con l'appellativo di "indiani del sud". La maggioranza degli indiani del sud parla una delle quattro lingue dravidiche, una famiglia di lingue che include circa 73 idiomi: kannada, malayalam, telugu e tamil. La lingua inglese è diffusa nell'area, mentre l'urdu è parlato da circa 12 milioni di musulmani.
Nel corso della sua storia, un certo numero di regni dinastici governarono parti dell'India meridionale le cui invasioni dirette verso l'Asia meridionale ed il sud-est asiatico influenzarono la storia e la cultura di nazioni moderne quali Sri Lanka, Indonesia, Thailandia e Malaysia. La regione venne colonizzata dalla Gran Bretagna e gradualmente incorporata nell'Impero britannico. 
Dopo aver registrato delle fluttuazioni nei decenni immediatamente successivi all'indipendenza indiana, le economie degli Stati dell'India meridionale hanno registrato incrementi superiori a quelli della media nazionale nel corso delle ultime tre decenni. Ma mentre in alcuni indicatori socio-economici si sono registrati significativi miglioramenti, disparità economica, analfabetismo e povertà continuano ad incidere negativamente nella vita della regione come nel resto del paese. L'agricoltura è il settore che garantisce il principale apporto al PIL, mentre l'information technology (IT) è un settore in rapida crescita, con Bangalore ritenuta la "Silicon Valley indiana". La letteratura e gli stili architettonici, frutto di un'evoluzione che si dipana su oltre duemila anni di storia, si differenziano dalle altre regioni dell'India. La politica è dominato da piccoli partiti con portata regionale, a discapito dei grandi partiti politici nazionali. Il tessile rappresenta anche un'industria di primo piano per la regione che ospita circa il 60% della produzione di fibre tessili del paese.
Lo sviluppo economico si riflette su alcuni indicatori, come il tasso di fecondità; il tasso di fecondità è 1,9, il più basso fra tutte le regioni dell'India.

## Etimologia
Oltre ai termini India meridionale e India peninsulare, la regione è stata conosciuta con una serie di altri nomi storici. Venne denominata la Deccan; una forma occidentalizzata della parola Dakhhin che è una corruzione della parola sanscrita dakshina che significa "sud". Attualmente questo termine si riferisce soltanto alla zona dell'altopiano del Deccan, un altopiano vulcanico che copre la maggior parte della penisola indiana, escluse le zone costiere. Il termine carnatico deriva dalla parola Karnād o Karunād, che significa "paese nero". I termini Karnād e carnatico (associati in particolare all'altopiano) si riferiscono a tutta l'India del sud, comprese le coste orientali, le quali sono indicate con il nome di costa carnatica. Il nome dello stato federato indiano di Karnataka deriva dalla stessa radice.